# Risslasjön
Risslasjön är en sjö i Orsa kommun i Dalarna och ingår i Dalälvens huvudavrinningsområde. Sjön har en area på 0,0738 kvadratkilometer och ligger 302,3 meter över havet. Sjön avvattnas av vattendraget Gäddsjöbäcken.

## Delavrinningsområde
Risslasjön ingår i det delavrinningsområde (681678-146105) som SMHI kallar för Ovan 681787-145940. Medelhöjden är 324 meter över havet och ytan är 7,24 kvadratkilometer. Det finns inga avrinningsområden uppströms utan avrinningsområdet är högsta punkten. Gäddsjöbäcken som avvattnar avrinningsområdet har biflödesordning 3, vilket innebär att vattnet flödar genom totalt 3 vattendrag innan det når havet efter 412 kilometer. Avrinningsområdet består mestadels av skog (62 procent) och sankmarker (20 procent). Avrinningsområdet har 0,07 kvadratkilometer vattenytor vilket ger det en sjöprocent på 1 procent.